# Toby MacFarlaine
Toby MacFarlaine, född 28 november 1975 i Oxford, är en brittisk basist, gitarrist och låtskrivare. MacFarlaine har bland annat spelat med Thirteen:13, JJ72 och Graham Coxon. I slutet av år 2006 meddelades det på The Darkness officiella webbplats att MacFarlaine kommer att spela bas i bandet som uppstått efter The Darkness slutat, Stone Gods.

## Diskografi

### Stone Gods
- 2008 – Silver Spoons & Broken Bones